# Eugène Beyens

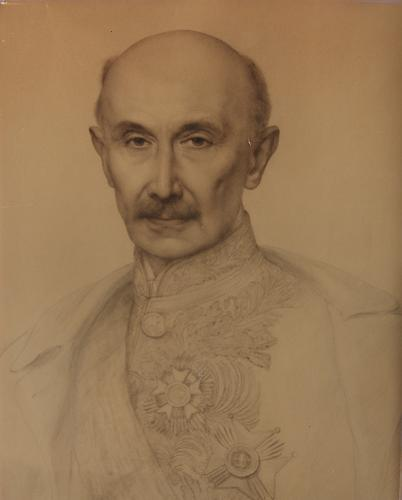
Eugène Beyens

Napoléon Eugène Louis Joseph Marie Auguste Beyens (* 24. März 1855 in Paris; † 3. Januar 1934 in Brüssel) war ein belgischer Diplomat und Politiker.

## Leben
Beyens trat in den Diplomatischen Dienst ein und war während seiner dortigen Laufbahn als Diplomat in Persien, im Deutschen Kaiserreich sowie beim Heiligen Stuhl tätig. Im Anschluss war er zwischen 1910 und 1912 Kabinettschef von König Albert I. 1913 wurde er als Nachfolger von Jules Greindl Botschafter in Deutschland und verließ zwei Tage nach der deutschen Invasion in Belgien Berlin am 6. August 1914, nachdem die Vertretung der Interessen Belgiens der Spanischen Botschaft anvertraut worden war.
Für seine politischen und diplomatischen Verdienste wurde ihm am 26. Juli 1915 der Ehrentitel eines Staatsministers verliehen.
Beyens wurde 1915 zunächst von Premierminister Charles de Broqueville zum Minister ohne Geschäftsbereich in dessen Regierung berufen. Nach einer Kabinettsumbildung war er vom 18. Januar 1916 bis zum 4. August 1917 Außenminister der Regierung de Broqueville.
Über seine Erfahrungen als Botschafter in Italien und die Begegnungen mit Benito Mussolini von 1921 bis 1926 verfasste er 1934 seine Memoiren unter dem Titel Quatre ans à Rome, 1921–1926. Im September 1923 war er darüber hinaus Delegierter Belgiens auf der 4. Sitzung des Völkerbundes in Genf.
1925 wurde er korrespondierendes und 1933 ordentliches Mitglied der Académie royale des Sciences, des Lettres et des Beaux-Arts de Belgique (Classe des Lettres et des Sciences morales et politiques).